# Edmond Tapsoba
Edmond Fayçal Tapsoba (* 2. února 1999 Ouagadougou) je profesionální fotbalista z Burkiny Faso, který hraje na pozici stopera v německém klubu Bayer Leverkusen a v národním týmu Burkiny Faso.

## Klubová kariéra
Tapsoba vyrostl v části Karpala v Ouagadougou, kde hrával fotbal v ulicích, ale až ve svých čtrnácti letech začal hrát organizovaný fotbal. Jako dítě často chodíval za školu, aby hrál fotbal. Jeho agentem je bývalý portugalský reprezentant Deco. Tapsoba umí anglicky i francouzsky.
Tapsoba hrál za týmy Salitas a US Ouagadougou z Burkiny Faso. Následně se přesunul do Portugalska, kde hájil barvy Leixões a poté Vitóriy Guimarães.
Dne 31. ledna 2020 přestoupil do německého Bayeru Leverkusen za poplatek ve výši 18–25 milionů euro. 21. února 2021 vstřelil svůj první bundesligový gól za Bayer Leverkusen v posledních sekundách nastavení zápasu proti FC Augsburg, který skončil 1:1 a prodloužil tak sérii Leverkusenu na 20 zápasů bez porážky. Během pandemie covidu-19 daroval Tapsoba roušky, rukavice a dezinfekční prostředky na ruce svému rodnému městu Ouagadougou.

## Reprezentační kariéra
Tapsoba debutoval v reprezentaci Burkiny Faso v roce 2016.

## Styl hry
Tapsoba je přirovnáván k Jérômu Boatengovi pro jeho rychlost, sílu, schopnost předívání a pro vyrovnanost výkonů. Je známý pro schopnost střílet góly, zejména z pokutového kopu. Jako své vzory uvedl Johna Stonese, Pera Mertesackera a Virgila van Dijka.

## Statistiky

### Klubové
K 22. březnu 2021
| Klub             | Sezóna  | Liga          | Liga   | Liga | Národní pohár | Národní pohár | Ligový pohár | Ligový pohár | Evropské poháry | Evropské poháry | Ostatní | Ostatní | Celkem | Celkem |
| Klub             | Sezóna  | Liga          | Zápasy | Góly | Zápasy        | Góly          | Zápasy       | Góly         | Zápasy          | Góly            | Zápasy  | Góly    | Zápasy | Góly   |
| ---------------- | ------- | ------------- | ------ | ---- | ------------- | ------------- | ------------ | ------------ | --------------- | --------------- | ------- | ------- | ------ | ------ |
| Vitória SC       | 2018/19 | Primeira Liga | 0      | 0    | 0             | 0             | 0            | 0            | —               | —               | —       | —       | 0      | 0      |
| Vitória SC       | 2019/20 | Primeira Liga | 16     | 4    | 1             | 0             | 4            | 1            | 11              | 3               | —       | —       | 32     | 8      |
| Vitória SC       | Celkem  | Celkem        | 16     | 4    | 1             | 0             | 4            | 1            | 11              | 3               | —       | —       | 32     | 8      |
| Bayer Leverkusen | 2019/20 | Bundesliga    | 14     | 0    | 3             | 0             | —            | —            | 5               | 0               | —       | —       | 22     | 0      |
| Bayer Leverkusen | 2020/21 | Bundesliga    | 24     | 1    | 3             | 1             | —            | —            | 5               | 0               | —       | —       | 32     | 2      |
| Bayer Leverkusen | Celkem  | Celkem        | 38     | 1    | 6             | 1             | —            | —            | 10              | 0               | —       | —       | 54     | 2      |
| Celkem           | Celkem  | Celkem        | 54     | 5    | 7             | 1             | 4            | 1            | 21              | 3               | —       | —       | 86     | 10     |

### Reprezentační
K 25. březnu 2021
| Burkina Faso | Burkina Faso | Burkina Faso |
| Rok          | Zápasy       | Góly         |
| ------------ | ------------ | ------------ |
| 2016         | 1            | 0            |
| 2017         | 2            | 0            |
| 2019         | 5            | 0            |
| 2020         | 4            | 0            |
| 2021         | 1            | 0            |
| Celkem       | 13           | 0            |